# Schlacht von Shizugatake
Die Schlacht von Shizugatake (japanisch 賤ヶ岳の戦い, Shizugatake no tatakai) am 21. April 1583 war eine bedeutende Schlacht in der japanischen Geschichte. Durch den Sieg in dieser Schlacht gelang es Toyotomi Hideyoshi, seine Vormachtstellung in Japan zu festigen und seinen Kontrahenten Shibata Katsuie auszuschalten.

## Vorgeschichte
Nach seinem Sieg bei Yamazaki kämpfte Toyotomi Hideyoshi weiter, um der mächtigste Mann Japans zu werden. Im Mai 1583 griff Shibata Katsuie, einer von Oda Nobunagas früheren Gefolgsleuten, eine Reihe von Befestigungen an, die Toyotomi nördlich des Biwasees an höher gelegenen Stellen angelegt hatte, einschließlich Shizugatake. Obwohl es den Angreifern gelang, den Kommandanten der Verteidigung, Nakagawa Kiyohide zu töten, konnten sie die Befestigung nicht einnehmen.

## Schlacht
Sakuma Morimasa, der Befehlshaber der Belagerer, bekam von Shibata den Rückzugsbefehl, als die Nachricht einging, dass Toyotomi mit einem beträchtlichen Heer auf dem Marsch nach Shizugatake sei. Sakuma setzte jedoch die Belagerung fort, da er Toyotomi noch drei Tagesmärsche entfernt glaubte. Der benötigte aber weniger als 24 Stunden. Sakuma, zu einer eilig eingenommenen Verteidigungsstellung gezwungen, wurde schnell überwältigt. In dieser Schlacht hatten sieben Samurai Toyotomis, die fortan die Sieben Speere von Shizugatake, darunter Katagiri Katsumoto, genannt wurden, Gelegenheit, sich besonders auszuzeichnen.
Shibata nahm sich drei Tage nach der Niederlage das Leben, sein Verbündeter Oda Nobutaka eine Woche später. Takigawa Kazumasu (滝川 一益; 1525–1586) und andere Mitstreiter erhielten Pardon.